# Еврейско-иранские языки
Еврейско-иранские языки (еврейско-персидские диалекты) — совокупность иранских языков, используемых или использовавшихся евреями, в основном персидскими, бухарскими и афганскими евреями в Иране, Афганистане,Таджикистане, Узбекистане и соседних территориях Ближного востока, а также горскими евреями Дагестана и Азербайджана.
Группы еврейско-персидского языка
Юго-западная группа
- - еврейско-персидский язык (джиди) — вариант персидского языка, язык евреев Тегерана и Мешхеда
    - классический еврейско-персидский язык — вариант классического персидского языка; был языком письменности у персидских евреев в широком смысле (Иран, Афганистан, Средняя Азия и юго-восточное Закавказье)

  - еврейско-таджикский диалект (еврейско-бухарский, бухори) — язык бухарских евреев, близкий с таджикском языком
  - † гилеки — вымерший еврейско-персидский диалект, существовавший в Герате (Афганистан); не имеет отношения к гилянскому языку, также часто называемому «гилеки»
- Горско-еврейский язык (еврейско-татский, джуури) — язык горских евреев, диалект татского языка
- Западнофарсский язык
  - еврейско-ширазский диалект — язык евреев Шираза (остана Фарс на юге Ирана)

Северо-западная группа
- Центральноиранский язык (диалекты Центрального Ирана)
  - тефрешское наречие:
    - еврейско-хамаданский диалект (Judeo-Hamedani) — район Хамадана на западе Ирана, один из немногих сохранившихся еврейско-иранских диалектов;
    - еврейско-боруджердский диалект — район Боруджерда, провинция Лурестан
    - еврейско-нехавендский диалект — район города Нехавенд на юге остана Хамадан

  - северо-западное наречие:
    - еврейско-гольпайеганский диалект (Judæo-Golpaygani) — район Гольпайегана на западе провинции Исфахан; практически исчез, будучи вытеснен еврейско-персидским, еврейско-хамаданским и персидским в Иране, английским в США и ивритом в Израиле
    - еврейско-хонсарский диалект — Хонсар на западе провинции Исфахан; вариант диалекта хунсари

  - северо-восточное наречие:
    - еврейско-кашанский диалект — район Кашана на севере провинции Исфахан

  - юго-западное наречие:
    - еврейско-исфаханский диалект — город Исфахан и окрестности
      - † еврейско-саридештский диалект — бытовал в одном из еврейских кварталов Исфахана, ныне не существующем;

  - юго-восточное наречие:
    - еврейско-йездско-керманский диалект — район Йезда и Кермана в центре Ирана; два близких говора, так как в Керман евреи переселились из Йезда в XIX веке

- Курдская подгруппа
  - еврейско-курдский вариант курдского языка, используемый частью лахлухов (курдистанских евреев) в Ираке наряду с еврейско-арамейскими языками

От этих языков следует отличать тайное арго персидских евреев — лотраи (Luterā'i), являющееся фонологически, морфологически и синтаксически персидским языком, в котором значительный процент корнеслов заменён ивритским.
Как и все еврейские языки при письме на еврейско-иранских языках обычно используется еврейское письмо, за исключением периода с 1929 года, когда горско-еврейский и еврейско-таджикский языки в СССР использовали алфавиты на латинской, а затем (с 1938 по сию пору) — на кириллической основе.